# Academia de Belas Artes de Munique
A Academia de Belas Artes de Munique (em alemão: Akademie der Bildenden Künste München, em inglês: Academy of Fine Arts Munich) foi fundada pelo rei Maximiliano I da Baviera em 1808 em Munique chamando-se inicialmente "Academia Imperial das Belas Artes". É uma das academias de arte mais antigas e significativas da Alemanha.
Alguns dos mais notáveis professores e estudantes foram:

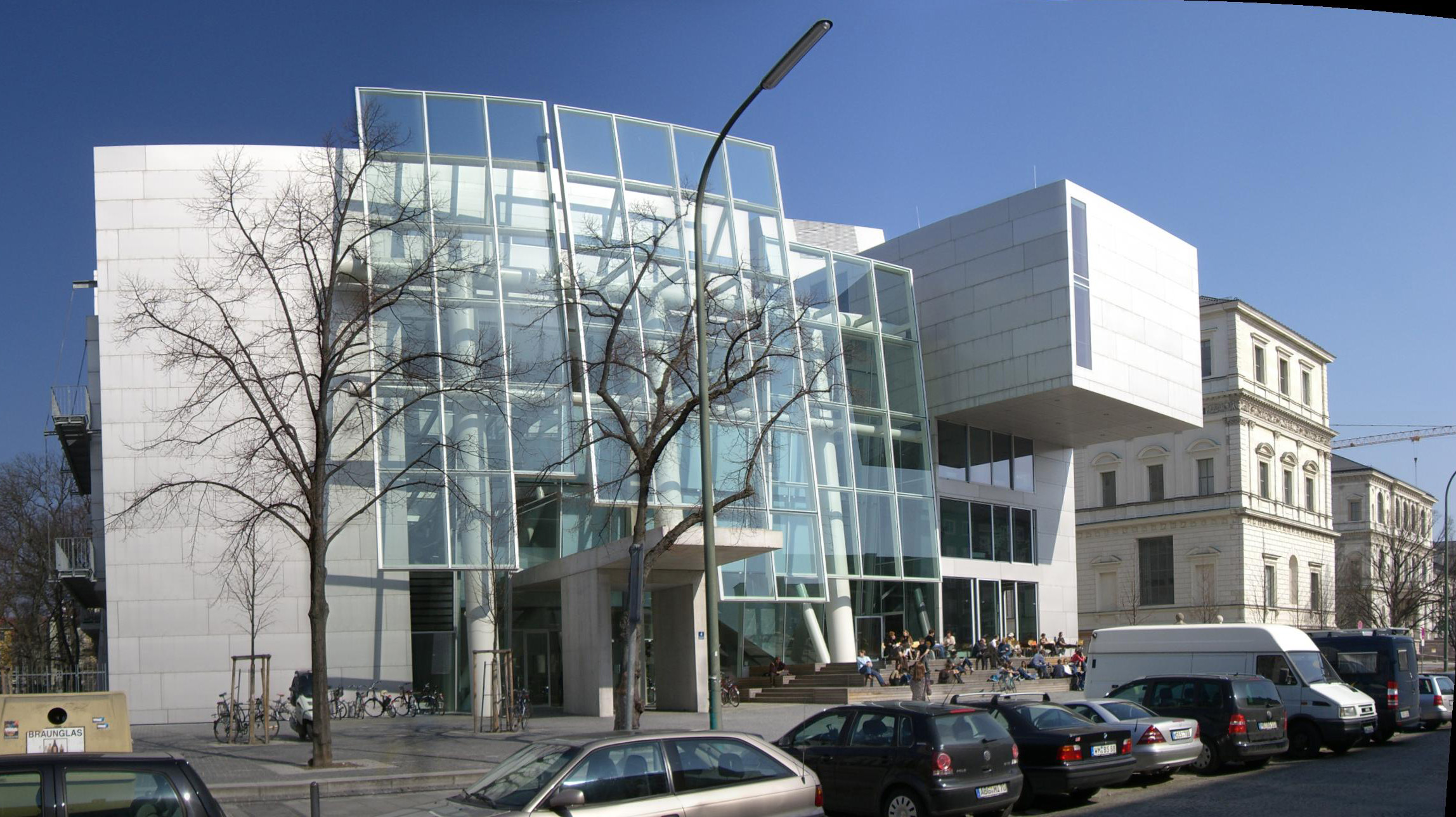
O novo prédio da academia:
arquitetura desconstrutivista da Coop Himmelb(l)au

- Johann Moritz Rugendas[1]
- Lawrence Alma-Tadema
- Peter von Cornelius
- Nicholaos Gysis
- Jörg Immendorff
- Wassily Kandinsky
- Paul Klee
- Franz von Lenbach
- Franz Marc
- Eduardo Paolozzi
- Franz Stuck
- Nikifóros Lýtras